# Hanalei
Hanalei – jednostka osadnicza w Stanach Zjednoczonych, w hrabstwie Kauaʻi.